# (39528) 1989 TB16
(39528) 1989 TB16 là một tiểu hành tinh vành đai chính. Nó được phát hiện bởi Henri Debehogne ở Đài thiên văn La Silla ở Chile ngày 4 tháng 10 năm 1989.